# Daouda Guindo
Daouda Guindo (* 14. Oktober 2002) ist ein malischer Fußballspieler.

## Karriere

### Verein
Guindo begann seine Karriere beim Guidars FC. Im Januar 2021 wechselte er nach Österreich zum FC Red Bull Salzburg, bei dem er einen bis Mai 2025 laufenden Vertrag erhielt. Zunächst sollte er aber für das zweitklassige Farmteam FC Liefering zum Einsatz kommen.
Sein Debüt in der 2. Liga gab er im Februar 2021, als er am 14. Spieltag der Saison 2020/21 gegen den SC Austria Lustenau in der Startelf stand. Nach einem halben Jahr bei der Zweitligamannschaft der Salzburger rückte er zur Saison 2021/22 in den Kader der ersten Mannschaft. Für Salzburg kam er in der Saison 2021/22 zu sieben Einsätzen in der Bundesliga. Mit Red Bull holte er zu Saisonende das Double aus Meisterschaft und Pokal.
Zur Saison 2022/23 wechselte Guindo leihweise in die Schweiz zum FC St. Gallen. Für St. Gallen kam er zu 15 Einsätzen in der Super League. Im Januar 2023 wurde er von Salzburg vorzeitig wieder zurückbeordert.
Der im Sommer 2025 auslaufende Vertrag Guindos bei Red Bull wurde nicht verlängert, sodass er Salzburg nach der Saison 2024/25 verließ.

### Nationalmannschaft
Guindo stand im Juni 2022 erstmals im Kader der malischen Nationalmannschaft. Sein Debüt im Nationalteam gab er dann im März 2024 in einem Testspiel gegen Mauretanien.

## Erfolge
- Österreichischer Meister: 2022, 2023
- Österreichischer Cupsieger: 2022